# Pai Penela
Pai Penela era una freguesia portuguesa del municipio de Mêda, distrito de Guarda.

## Historia
Fue suprimida el 28 de enero de 2013, en aplicación de una resolución de la Asamblea de la República portuguesa promulgada el 16 de enero de 2013 al unirse con las freguesias de Carvalhal y Vale Flor, formando la nueva freguesia de Vale Flor, Carvalhal e Pai Penela.

## Patrimonio
En su Viaje a Portugal, José Saramago registra su paso, camino de Marialva, por Pai Penela, anotando escuetamente: "sin cosas o vistas que merezcan particular registro". No obstante, puede señalarse en el patrimonio histórico-artístico de la freguesia la humilde iglesia matriz de San Silvestre, construida originalmente en el siglo XVII, con una airosa espadaña y puerta principal con doble marco decorado con puntas de diamante, así como retablo de talla dorada en el interior.